# Пелтіната
Пелтіната (рум. Păltinata) — село у повіті Бакеу в Румунії. Входить до складу комуни Гура-Веїй.
Село розташоване на відстані 213 км на північ від Бухареста, 32 км на південь від Бакеу, 111 км на південний захід від Ясс, 130 км на північний захід від Галаца, 120 км на північний схід від Брашова.

## Населення
За даними перепису населення 2002 року у селі проживали 542 особи, усі — румуни. Усі жителі села рідною мовою назвали румунську.